# Трусов, Олег Анатольевич
Тру́сов, Оле́г Анато́льевич (бел. Алег Анатолевіч Трусаў; род. 7 августа 1954, Мстиславль, Могилёвская область) — белорусский археолог, политик и общественный деятель, председатель Общества белорусского языка имени Франциска Скорины. Кандидат исторических наук. Участник Общественно-консультативного совета при Администрации Президента Республики Беларусь (2009).

## Биография
Родился 7 августа 1954 года в городе Мстиславле Могилёвской области. В 1976 году окончил исторический факультет Белорусского государственного университета.

## Научная деятельность
В период с 1976 по 1992 год работал в Белорусском реставрационном проектном институте заведующим отдела комплексных научных исследований. В 1981 году защитил кандидатскую диссертацию. С марта 1996 по март 1998 года — декан факультета библиотечно-информационных систем Белорусского государственного университета культуры и искусств. Является доцентом кафедры истории Белоруссии и музееведения. Имеет несколько монографий и более чем 150 научных работ по археологии и истории архитектуры. В 1990 году был одним из основателей Белорусского гуманитарного лицея имени Якуба Коласа. Является единственным в стране преподавателем истории филателии Белоруссии.

## Общественно-политическая деятельность
Один из основателей БНФ, БСДГ и Общества белорусского языка имени Франциска Скорины. Принимал участие в провозглашения государственного суверенитета и полной независимости Республики Беларусь, один из разработчиков официального образа государственного герба Республики Беларусь «Погоня», бело-красно-белого государственного знамени Республики Беларусь и навершия к нему.
В 1990—1996 гг. — депутат Верховного Совета 12-го созыва. С 1990 по 1995 год — заместитель председателя комиссии Верховного совета по образованию, культуре и охране исторического наследия. Участвовал в голодовке депутатов Оппозиции БНФ 11—12 апреля 1995 года против организованного президентом Александром Лукашенко референдума об упразднении бело-красно-белого флага, герба «Погоня» в качестве государственных символов, упразднения статуса белорусского языка как единственного государственного языка и экономической интеграции с Россией. В апреле 1997 года избран Республиканским Советом первым заместителем председателя Общества белорусского языка имени Франциска Скорины (ТБМ). На VI съезде ТБМ 17 апреля 1999 года избран его председателем. В январе 2009 года был приглашён участвовать в Общественно-консультативном совете при Администрации президента Республики Беларусь (2009).

## Монографии
- Трусов, О. А. Памятники монументального зодчества Белоруссии XI—XVII вв. Архитектурно-типологический анализ. Мн., 1988. — ISBM 5-343-00312-5
- Трусаў, А. А. Старонкі мураванай кнігі: Манументальная архітэктура эпохі феадалізму і капіталізму. Мн., 1990.
- Трусаў, А. А. Беларускае кафлярства. Мн., 1993.
- Трусаў, А. А. Манументальнае дойлідства Беларусі XI—XVIII стагоддзяў. Гісторыя будаўнічай тэхнікі. Мн., 2001. — 985-6305-29-2
- Трусаў А. А. // на pawet.net